# Matt Johnson (director)
Matt Johnson es un actor y cineasta canadiense. Es conocido por sus largometrajes independientes, incluidos The Dirties (2013), que ganó el premio a la Mejor Película Narrativa en el Festival de Cine de Slamdance, y Operation Avalanche (2016), que se estrenó en el Festival de Cine de Sundance.

## Carrera

### 2007-2009: Primeros trabajos
Johnson es conocido por crear, escribir y protagonizar la serie web de bajo presupuesto Nirvanna the Band the Show de 2007 a 2009.

### 2013-2014:The Dirties
Johnson obtuvo elogios generalizados de la crítica en Canadá con su primer largometraje The Dirties, que ganó el premio a la Mejor Película Narrativa en el Festival de Cine Slamdance. Fue nominado al Canadian Screen Award por Mejor Edición en los 2nd Canadian Screen Awards en 2014 por The Dirties.
La película tuvo un presupuesto de producción de $10 000. Después de terminar la producción, se necesitaron $45 000 adicionales para asegurar los derechos de licencia de la música utilizada en la película. Toda la financiación de la película salió "de su bolsillo".
Casi no hubo diálogo con guion y se filmaron varias escenas sin que algunos de los participantes se dieran cuenta.

### 2016:Operation Avalanche
Operation Avalanche se estrenó en el Festival de Cine de Sundance. Johnson había recibido una oferta para estrenar la película en el Festival Internacional de Cine de Toronto, pero la rechazó, argumentando que la película se perdería entre la gran cantidad de películas que se proyectan allí. Lionsgate la estrenó en Estados Unidos. el 16 de septiembre de 2016. Fue nominada a Mejor Director en los 5th Canadian Screen Awards en 2017 por su trabajo en Operation Avalanche.
Peter Debruge de Variety escribió: "El truco salvaje y casi ilegal de Matt Johnson y Owen Williams ofrece un gran éxito en su loca premisa". John DeFore de The Hollywood Reporter la calificó como una "fantasía agradable, aunque no siempre convincente, que aprovecha mucho su sensación de época". Anthony Kaufman de Screen Daily escribió que la película "se presenta más como una broma divagante que como una película concebida estrictamente".

### 2016-2018:Nirvanna the Band the Show
Nirvanna the Band the Show fue remasterizada y relanzada en el Festival Internacional de Cine de Toronto y posteriormente como una serie de televisión en Viceland en el otoño de 2016. El programa está protagonizado por Johnson y Jay McCarrol como "Nirvanna the Band", dos desafortunados mejores amigos y compañeros de cuarto de toda la vida, que se involucran en una serie de complejos trucos publicitarios en su ciudad natal de Toronto con la esperanza de conseguir un concierto en The Rivoli, a pesar del hecho de que en realidad nunca escribieron o grabaron una sola canción, ni tomaron ningún otro paso para preparar su banda.

### 2023:BlackBerry
En 2022, Johnson dirigió la película BlackBerry, sobre el auge y la caída de la empresa tecnológica canadiense Research in Motion. La película está protagonizada por Glenn Howerton como Jim Balsillie y Jay Baruchel como Mike Lazaridis. BlackBerry se estrenó en competencia en el 73.º Festival Internacional de Cine de Berlín el 17 de febrero de 2023 y atrajo elogios generalizados de la crítica.

### Otros trabajos
Además de sus propias producciones, ha tenido papeles actorales en largometrajes como Diamond Tongues y los proyectos de Kazik Radwanski How Heavy This Hammer y Anne at 13,000 Ft..
Johnson hizo una secuela animada de Nirvanna the Band the Show llamada Matt & Bird Break Loose en 2021.